# Lee Tae-seok
Lee Tae-seok (이태석?; Seul, 28 luglio 2002) è un calciatore sudcoreano, difensore dell'Austria Vienna e della nazionale sudcoreana.

## Biografia
È figlio dell'ex calciatore Lee Eul-yong.

## Caratteristiche tecniche
È un terzino sinistro.

## Carriera

### Club
Cresciuto nel settore giovanile del Seoul, ha debuttato in prima squadra il 7 aprile 2021 nell'incontro di K League 1 perso 3-2 contro l'Ulsan HD. Il 1º agosto 2024 è stato acquistato dal Pohang Steelers, ed il 31 agosto ha segnato il suo primo gol nella partita persa 5-4 contro l'Ulsan HD; successivamente ha vinto la Coppa di Corea del Sud.
Il 2 agosto 2025 è stato acquistato a titolo definitivo dall'Austria Vienna, club della prima divisione austriaca.

### Nazionale
Ha giocato con le nazionali giovanili sudcoreane Under-16, Under-17, Under-22 ed Under-23.
Il 14 novembre 2024 ha debuttato con la nazionale maggiore nell'incontro di qualificazione per il campionato mondiale 2026 vinto 3-1 contro il Kuwait.

## Statistiche

### Presenze e reti nei club
Statistiche aggiornate al 3 agosto 2025.
| Stagione               | Squadra                | Campionato             | Campionato | Campionato | Coppe nazionali | Coppe nazionali | Coppe nazionali | Coppe continentali | Coppe continentali | Coppe continentali | Altre coppe | Altre coppe | Altre coppe | Totale | Totale | Totale |
| Stagione               | Squadra                | Comp                   | Pres       | Reti       | Comp            | Pres            | Reti            | Comp               | Pres               | Reti               | Comp        | Pres        | Reti        | Pres   | Reti   |        |
| ---------------------- | ---------------------- | ---------------------- | ---------- | ---------- | --------------- | --------------- | --------------- | ------------------ | ------------------ | ------------------ | ----------- | ----------- | ----------- | ------ | ------ | ------ |
| 2021                   | Seoul                  | KL1                    | 19         | 0          | CC              | 0               | 0               | -                  | -                  | -                  | -           | -           | -           | 19     | 0      |        |
| 2022                   | Seoul                  | KL1                    | 27         | 0          | CC              | 2               | 0               | -                  | -                  | -                  | -           | -           | -           | 29     | 0      |        |
| 2023                   | Seoul                  | KL1                    | 30         | 0          | CC              | 1               | 0               | -                  | -                  | -                  | -           | -           | -           | 31     | 0      |        |
| 2024                   | Seoul                  | KL1                    | 13         | 0          | CC              | 1               | 0               | -                  | -                  | -                  | -           | -           | -           | 14     | 0      |        |
| Totale Seoul           | Totale Seoul           | Totale Seoul           | 89         | 0          |                 | 4               | 0               |                    | -                  | -                  |             | -           | -           | 93     | 0      |        |
| 2024                   | Pohang Steelers        | KL1                    | 12         | 1          | CC              | 3               | 0               | ACL                | 7                  | 0                  | -           | -           | -           | 22     | 1      |        |
| 2025                   | Pohang Steelers        | KL1                    | 22         | 1          | CC              | 0               | 0               | -                  | -                  | -                  | -           | -           | -           | 22     | 1      |        |
| Totale Pohang Steelers | Totale Pohang Steelers | Totale Pohang Steelers | 34         | 2          |                 | 3               | 0               |                    | 7                  | 0                  |             | -           | -           | 44     | 2      |        |
| 2025-2026              | Austria Vienna         | BL                     | 0          | 0          | CA              | 0               | 0               | -                  | -                  | -                  | -           | -           | -           | 0      | 0      |        |
| Totale carriera        | Totale carriera        | Totale carriera        | 123        | 2          |                 | 7               | 0               |                    | 7                  | 0                  |             | -           | -           | 137    | 2      |        |

### Cronologia presenze e reti in nazionale
| Cronologia completa delle presenze e delle reti in nazionale ― Corea del Sud | Cronologia completa delle presenze e delle reti in nazionale ― Corea del Sud | Cronologia completa delle presenze e delle reti in nazionale ― Corea del Sud | Cronologia completa delle presenze e delle reti in nazionale ― Corea del Sud | Cronologia completa delle presenze e delle reti in nazionale ― Corea del Sud | Cronologia completa delle presenze e delle reti in nazionale ― Corea del Sud | Cronologia completa delle presenze e delle reti in nazionale ― Corea del Sud | Cronologia completa delle presenze e delle reti in nazionale ― Corea del Sud |
| Data                                                                         | Città                                                                        | In casa                                                                      | Risultato                                                                    | Ospiti                                                                       | Competizione                                                                 | Reti                                                                         | Note                                                                         |
| ---------------------------------------------------------------------------- | ---------------------------------------------------------------------------- | ---------------------------------------------------------------------------- | ---------------------------------------------------------------------------- | ---------------------------------------------------------------------------- | ---------------------------------------------------------------------------- | ---------------------------------------------------------------------------- | ---------------------------------------------------------------------------- |
| 14-11-2024                                                                   | Al Kuwait                                                                    | Kuwait                                                                       | 1 – 3                                                                        | Corea del Sud                                                                | Qual. Mondiali 2026                                                          | -                                                                            |                                                                              |
| 20-3-2025                                                                    | Goyang                                                                       | Corea del Sud                                                                | 1 – 1                                                                        | Oman                                                                         | Qual. Mondiali 2026                                                          | -                                                                            |                                                                              |
| 25-3-2025                                                                    | Suwon                                                                        | Corea del Sud                                                                | 1 – 1                                                                        | Giordania                                                                    | Qual. Mondiali 2026                                                          | -                                                                            |                                                                              |
| 5-6-2025                                                                     | Bassora                                                                      | Iraq                                                                         | 0 – 2                                                                        | Corea del Sud                                                                | Qual. Mondiali 2026                                                          | -                                                                            | 46’                                                                          |
| 10-6-2025                                                                    | Seul                                                                         | Corea del Sud                                                                | 4 – 0                                                                        | Kuwait                                                                       | Qual. Mondiali 2026                                                          | -                                                                            | 64’                                                                          |
| 7-7-2025                                                                     | Yongin                                                                       | Corea del Sud                                                                | 3 – 0                                                                        | Cina                                                                         | Campionato dell'Asia orientale 2025                                          | -                                                                            |                                                                              |
| 15-7-2025                                                                    | Yongin                                                                       | Corea del Sud                                                                | 0 – 1                                                                        | Giappone                                                                     | Campionato dell'Asia orientale 2025                                          | -                                                                            | 96’                                                                          |
| Totale                                                                       |                                                                              | Presenze                                                                     | 7                                                                            |                                                                              | Reti                                                                         | 0                                                                            |                                                                              |

## Palmarès

### Club

#### Competizioni nazionali
- Coppa della Corea del Sud: 1

Pohang Steelers: 2024